# Charles E. Blake
Charles E. Blake (ur. 5 sierpnia 1940 w Little Rock, Arkansas) – amerykański duchowny zielonoświątkowy związany z Kościołem Bożym w Chrystusie. Pastor megakościoła w Los Angeles West Angeles Church of God in Christ liczącego ponad 24 000 członków.
Od lat osiemdziesiątych XX wieku co roku odwiedzał Afrykę, a w 2000 roku założył Panafrykański Charyzmatyczny Kongres Ewangelikalny.